# Material requirements planning
Material requirements planning (planeamento (português europeu) ou planejamento (português brasileiro) das necessidades de materiais) tem vindo a ser usado para dar significado a MRP (veja também MRP II, Manufacturing Resource Planning). Introduzido inicialmente, o MRP foi sendo desenvolvido até se tornar MRP II que já tem em conta aspectos relacionados com finanças, compras e marketing. Este sistema, nomeadamente o MRP, tornou-se um conceito popular nos anos de 1960 e 1970 (Breve História do MRP).

## História
O predecessor do MRP foi uma metodologia titulada de sistema de solicitação trimestral, que foi aprofundada por George Plossl e Oliver Wight em 1967. Durante o fim da segunda guerra mundial e meados de 1950, várias indústrias produtivas desenvolviam planos de produção baseados apenas na carteira de pedidos firmes dos clientes. Neste período a economia americana rebentava devido à escassez deixada pela guerra. O aumento da procura lançava uma enorme quantidade de pedidos pendentes, e por vezes era freqüente 12 a 18 meses de pedidos colocados. Esta circunstância apropriada fez com que as indústrias trabalhassem com base em trimestres, sendo por isso o sistema assim denominado.
Os pedidos pendentes serviam de previsão a procura que, por serem muitos, não necessitavam ser previstos, apenas estudados numa base trimestral e ser colocados na produção. No fim da década de 1950 e início de 1960, esta situação chega ao fim e, a previsão da procura torna-se cada vez mais importante, visto que os pedidos começavam a faltar e as empresas necessitavam antecipar a futura procura, ou seja, as empresas começaram a produzir para criar estoques. No ano de 1958 Magee retrata três elementos básicos que encara como necessários para um sistema de controlo da produção:
- Previsão da procura, expressa em unidades de capacidade de produção;
- Ordens de produção ou orçamento inicial;
- Metodologia de controlo para decisão da velocidade de reposição dos estoques nos níveis orçamentados, quando ocorrem falhas na procura, originando excessos ou falta dos mesmos.

A partir desta data surgiram muitas técnicas entre estas, o CPM, PERT, PLC, ROP etc. No início de 1960 o planejamento da produção e controle dos stocks estava pronto para o MRP. As técnicas e a documentação eram então conhecidas e os computadores avançavam tecnologicamente permitindo acesso aos dados necessários.
Os marcos importantes do desenvolvimento do MRP fora então:
- 1959: American Bosch Company desenvolve o primeiro sistema de MRP em lotes;
- 1961 – 1962: J. I. Case desenha o primeiro sistema de re-planejamento seletivo com a direção do então diretor de produção, Dr. Joseph A.Orlicky;
- 1965 G. R. Gedye declara que a finalidade da empresa na busca pelo lucro devia ser:
  - Utilizar da melhor forma possível para tornar mínimo o tempo perdido;
  - Alcançar o cumprimento do máximo de pedidos dos clientes honrando as promessas;
  - Conservar o trabalho em processo e os estoques de produtos acabados no mínimo de forma consistente com os objetivos dos dois itens anteriores.

Nas décadas seguintes, surgem evoluções até uma época chamada de cruzada do MRP. O sistema foi discutido em corporações locais, regionais e até nacionais nos Estados Unidos, e os artigos viram freqüentes a partir de 1970. Até que surge o MRP II, atualmente conhecido como ERP, tendo, dentro de si, os respectivos módulos MRP e CRP (Breve História do MRP).

## MRP
O MRP é um sistema computadorizado de controle de inventário e produção que assiste a otimização da gestão de forma a minimizar os custos, mas mantendo os níveis de material adequados e necessários para os processos produtivos da empresa.
Este sistema possibilita às empresas calcularem os materiais dos diversos tipos que são necessários e em que momento, assegurando os mesmo que sejam providenciados no tempo certo, de modo a que se possa executar os processos de produção. O MRP utiliza como informação de input os pedidos em carteira, assim como a previsão das vendas que são provêm da área comercial da empresa
(Resumo MRP).

### Componentes de um sistema MRP[carecede fontes?]
- Sistema computadorizado;
- Sistema informativo de produção;
- Inventário de produção;
- Calendário de produção;
- Sistema de gestão de 'inputs' (entrada) para produção.
- Sistema de previsão de falhas produtivas

### Parâmetros fundamentais
Os parâmetros fundamentais em que um sistema MRP assenta (MRP - Planejamento das necessidades dos materiais):
- Políticas e dimensão do lote:
  - política de lotes mínimos
  - política de lotes máximos
  - política de períodos firmes
- Stock de Segurança
- Lead time
- Unidade de medida

### Dados de Entrada do MRP
Os dados utilizados num sistema MRP provêm (Carravilla, 1997):
- Plano Director de Produção (PDP);
- Inventário geral;
- Estrutura dentada dos produtos.

#### Plano Director de Produção (PDP)
O plano director de produção, como conhecido em Portugal, ou Plano Mestre de Produção (PMP) no Brasil ou Master Plan Schedule (EUA).  permite-nos saber (Carravilla, 1997):
- O que produzir;
- Quando produzir;
- O plano de produção alcançado através de previsões de vendas e encomendas firmes;
- A dimensão suficiente do horizonte temporal de planeamento de modo a englobar  os [lead time|lead-times] de todos os componentes integrantes nos produtos finais.

#### Inventário Geral
O inventário geral contém informação sobre (Carravilla, 1997):
- As existências disponíveis em armazém;
- Necessidades brutas;
- Recepções programadas;
- Início das encomendas/ordens de fabrico dos produtos;
- Tamanho dos lotes;
- Lead-times;
- Níveis de estoques de segurança;
- Níveis limite de produtos defeituosos;
- Alterações diárias.

#### Estrutura dentada dos produtos
Todos os produtos da linha de produção devem ser "expandidos" ao nível dos seus componentes, subcomponentes e peças (Conceitos básicos de MRP, MRPII e ERP). A estrutura dentada dos produtos possui (Carravilla, 1997):
- Dados sobre cada componente ou grupo necessário para a produção de produtos finais, discriminando:
  - Referência;
  - Descrição;
  - Quantidades.
- Definir a partir da necessidade do produto, as necessidades dos componentes.

##### Estrutura de materiais de nível único
Este tipo de estrutura possui (MRP - Manufacturing Resource Planning):
- Único Nível;
- Itens;
- Quantidades dos itens filhos.

##### Estrutura de materiais escalonado
Este tipo de estrutura possui (MRP - Manufacturing Resource Planning):
- Vários níveis;
- Itens iguais em diversos pontos da estrutura;
- Itens processados;
- Item adquiridos;
- Lista de materiais do planeamento agregado.

### Dados de saída do MRP
Os dados que um sistema MRP tem como output (Carravilla, 1997):
- Para o planeamento (Plano Diretor da Produção);
  - Conclusões da simulação de um Plano Diretor da Produção;
  - Informação da ordem de encomendas por satisfazer.
- Para a gestão;
  - Indíces de performance.
- Para o CRP;
  - Dados sobre novas de ordens de fabrico.
- Para Compras e a Produção;
  - Confirmação das ordens de fabrico.

### Quando utilizar o MRP[carecede fontes?]
Os sistemas MRP são usualmente implementados quando uma ou mais condições das seguintes se verificam:
- Quando a utilização (procura) de material é descontinua ou altamente instável durante o ciclo normal de operação de uma empresa. Esta situação é tipicamente classificada como produção intermitente ou operação job shop, ao contrário de um processo continuo de produção ou mesmo produção em série;
- Quando a procura de material depende diretamente da produção de produtos acabados ou de outro inventário específico. O MRP I pode ser visto como componente primário do planejamento da produção onde, a procura pelos componentes ou materiais depende da procura do produto final;
- Quando o departamento de compras e os seus fornecedores, bem como as próprias unidades de produção da empresa possuem a flexibilidade para satisfazer encomendas e entregas semanalmente.

### Vantagens do MRP
Algumas das vantagens de um sistema MRP (Mesquita):
- Diminuição dos estoques;
- Controle Melhor da produção e das encomendas;
- Processo Hierárquico;
- Integração das várias áreas funcionais (ERP);
- Estrutura formal de dados e procedimentos;
- Simulações;
- Integração JIT/MRP.

### Desvantagens do MRP[carecede fontes?]
O MRP I tem alguns contratempos e desvantagens que devem ser examinados minuciosamente por qualquer empresa que considere adoptar o sistema em questão. O
MRP I não tem tendência a optimizar os custos de aquisição dos materiais. Como os níveis de stock são estabelecidos ao mínimo possível, os materiais têm que ser comprados em quantidades pequenas e de uma forma mais frequente, o que resulta num incremento dos custos de aquisição (ou também conhecidos como custos de aprovisionamento). Maiores custos de transporte são causa efeito visto que, a empresa está menos apta a descontos de encomendas de grandes quantidades. A empresa tem que comparar antecipadamente a redução nos seus custos de posse de material em stock face aos aumentos nos custos associados a encomendas frequentes e de pequenas quantidades.
Outra desvantagem do MRP I é o potencial perigo duma redução ou mesmo paragem da produção que pode adver de factores como problemas de entrega não previstos e escassez de material. A existência dum stock de segurança fornece à produção alguma protecção contra imprevistos. Como os stocks de segurança são reduzidos, este nível de protecção é perdido.
A desvantagem final do MRP I é devido à utilização de pacotes de software standardizados que, podem ser dificeis de adaptar a situações específicas de
produção de uma determinada empresa. O software tem então que ser adaptado e modificado pela empresa de forma a que consiga satisfazer as necessidades únicas de determinada situação.
Estas desvantagens podem ser facilmente eliminadas através de uma parametrizacao do software utilizado. Nele podem ser definidos estoques de seguranca e lotes minimos de compra, que reduziriam dramaticamente os efeitos citados acima.

### Aplicação Prática
Numa melhor compreensão da aplicação do MRP a um determinado produto, podemos observar os tópicos relevantes que integram o processamento do produto, nomeadamente (MRP - Planejamento das necessidades dos materiais):
- Itens pais e itens filhos;
- Estrutura do produto;
- Lista de materiais “indentada”;
- Detalhe das necessidades brutas dos materiais;
- Previsões das vendas;
- Cálculo ou “explosão”de necessidades líquidas de materiais.

Realizando a sua aplicação prática a uma caneta e aos seus componentes (MRP - Planejamento das necessidades dos materiais):

#### Estrutura dentada do produto
Estrutura dentada de componentes de uma caneta.

#### Registo básico no MRP
Registo da movimentação de existências no sistema MRP.

#### Relações hierárquicas no MRP e movimentação de existências
Parte da estrutura dentada do produto (caneta).
Relações pai-filho no MRP.

## MRP II
O MRP I ainda é usado nos dias de hoje por bastantes empresas mas, este tem vindo a ser desenvolvido, adaptado e expandido de forma a incluir elementos de compras, financeiros, e marketing. Esta nova versão é chamada MRP II (manufacturing resource planning).O MRP II (manufacturing resource planning ou planeamento dos recursos de produção)  incluí um conjunto completo de actividades envolvendo o planejamento e controle de operações de produção.

### Componentes de um sistema MRP II
O MRP II consiste numa variedade de módulos e funções que incluem:
- Planejamento de produção;
- Planejamento das necessidades;
- Calendário geral de produção;
- Planejamento das necessidades dos materiais (MRP I);
- Shop floor control (SFC);
- Compras.

### Vantagens do MRP II
- Redução de stocks;
- Maior rotação de stocks;
- Maior consistência nos tempos de entrega ao cliente;
- Redução nos custos de aquisição de material;
- Redução nos tempos de mão-de-obra.

### Aplicação de um Sistema MRPII
A implementação de um sistema MRP II não se constitui, no seu âmago, e na generalidade, uma tarefa inteligível, compreendendo, na maioria das vezes, um espaço temporal de aprendizagem que poderá alcançar os 24 meses. Os dados oficialmente reconhecidos designam uma taxa de êxito (classe A de acordo com a classificação da consultora norte-americana Oliver Wight) nas implementações de apenas 25%. Nesta etapa, a empresa estará habilitada a executar simulações do tipo what-if, sendo que o sistema MRP proporciona um melhor entendimento das inter-relações estabelecidas em actividades como vendas, finanças, produção e suprimento. No entanto, para que uma empresa alcance este limiar, tem de procurar subjugar diversos factores críticos, os quais se constituem a partir de uma composição limítrofe de aspectos técnicos e humanos, entre os quais
(Barbastefano,1996):
- Apoio dos altos cargos das empresas e organizações;
- Definição translúcida de metas e objectivos;
- Cooperação e comunicação interdepartamental;
- Visibilidade da implementação;
- Programa de treino profissionalmente construtivo e educação;
- Staff comprometido e motivado;
- Conhecimento dos princípio de MRP II, especialmente pelos elementos constituintes do sector de vendas;
- Adequação de hardware e software;
- Validade e incorruptibilidade dos dados;
- Expertise em Tecnologia de Informação;

#### Apoio da alta gerência
necessidades são permitir o cumprimento dos prazos de entrega dos pedidos dos clientes com mínima formação de estoques, planejando as compras e a produção de itens componentes para que ocorram apenas nos momentos e nas quantidades necessárias, nem mais, nem antes, nem depois
(Barbastefano,1996).
O sistema MRP II, essencialmente pela sua exigência no cumprimento dos prazos de entrega dos pedidos dos clientes, claro, com o mínimo aprovisionamento e stocks,  deve ser constantemente acompanhado  e edificado sob uma base sustentável. Para isso, deve estar comprometida, aquando a implementação do sistema, a criação de um comité director, havendo o destacamento para um líder do projecto. Esta escolha deve ser acautelada e consciente, sendo que devem ser tomados em consideração os seguintes aspectos
(Barbastefano,1996):
- Prática em cargos de chefia de distintos departamentos da organização como os de produção, abastecimento e vendas;
- Elevada credibilidade em toda a organização.

Além da escolha do líder do projecto, os altos cargos devem também assumir as seguintes responsabilidades:
- Convocar reuniões cíclicas para avaliação da equipa responsável pelo projecto;
- Decisão para alocação de recursos financeiros de grande porte;
- Estabelecimento de um cronograma completo para a realização do projecto;

#### Definição clara de metas e objectivos
As metes e objectivos que pretendem ser alcançados com a implementação do MRP II devem ser, indubitavelmente, propalados por toda a organização, sendo que, só dessa forma se pode evitar que seja estabelecida uma percepção distorcida da representatividade deste novo sistema, além, claro, de permitir uma tomada de decisão mais eloquente no que concerne aos aspectos técnicos do sistema relativamente ao software e hardware
(Barbastefano,1996).

#### Comunicação e coordenação interdepartamental
Inúmeras vezes surgem conflitos provindos da inexistência de canais eficientes de coordenação e comunicação entre os vários departamentos que constituem uma organização, sendo que é, obviamente, fundamental para a vitalidade da empresa, evitar tais pleitos. É, assim, fulcral, para tornar exequível um fluxo de informações necessárias à edificação de dados externamente relevantes ao sistema MRP II, bem como para haver a possibilidade de previsão de vendas e planeamento da produção, a estruturação de um fluxo inter-comunicacional entre departamentos
(Barbastefano,1996).

#### Visibilidade da implementação
É, muitas vezes, sintomático que as grandes organizações considerem desnecessárias certas medidas de transparência, já que muitas delas podem, sob uma perspectiva imediata, mostrar-se tão claras que seria quase que risível a sua demonstração. No entanto, nem todos os membros de uma organização possuem a mesma disponibilidade mental e perceptiva para determinados entendimentos, sendo que, para evitar a ocorrência de surpresas desagradáveis, é imprescindível fornecer uma visão clara das mudanças que um sistema MRP II implica, e divulgar todas as etapas de implementação, de forma detalhada, aos membros da organização, fomentando também, dessa forma, o aparecimento de uma discussão global acerca das mudanças e a possibilidade de um maior entrosamento nas mesmas
(Barbastefano,1996).

#### Treino e educação
Dois dos principais responsáveis pelas implementações executadas com sucesso são, indubitavelmente, o treino do staff e a sua educação. De facto, ambos devem atingir criteriosamente, no mínimo, 80% do total de todos os componentes da organização, pelo menos na fase primária da implementação (Habeck, 1996). Os envolvidos não só devem compreender a parte do sistema com a qual vão ter contacto, mas também a lógica global do sistema para que concebam a importância de factores como a entrada precisa de dados e actualização dos sistemas em tempo real.
Deve-se procurar conceber um ambiente formal onde existam agendas, objectivos e registo dos fatos, auxiliando na criação de equipas de trabalho auto-dirigidas e auto-suficientes. Assim, as simulações são altamente recomendáveis para que os membros da organização possam ter um acesso mais directo ao sistema antes da sua efectiva implementação
(Barbastefano,1996).

#### Staff comprometido e motivado
A motivação do staff é crítica já que são esses os principais utilizadores e alimentadores dos dados do dia-a-dia do sistema. É necessário, portanto, criar um ambiente de responsabilidade, dentro da organização, para a mudança. Para isso, deve-se tomar algumas medidas como o estímulo para que os funcionários assumam riscos junto com a aceitação de eventuais problemas que isto possa significar. Além disso, é totalmente repreensível atitudes como a repressão a fracassos, já que isso inibe, totalmente, a participação das pessoas no processo
(Barbastefano,1996).

#### Conhecimento dos princípios de MRP II por parte do sector de vendas
O entendimento, por parte do sector de vendas, de alguns princípios básicos do sistema MRP II suprimiria pleitos potenciais com o sector de produção da empresa. A origem e o conteúdo destes conflitos são descritos por Melo (1995) e dizem respeito a questões de planeamento e controle da produção no curto prazo. Por outro lado, a previsão e o planeamento de vendas de uma empresa num sistema MRP II não é incumbência única do sector de vendas, devendo seus membros enfrentar com despretensão a mudança do desígnio de responsabilidades
(Barbastefano,1996).

#### Adequação de hardware e software
Algumas das principais características no que concerne ao hardware e software necessários a uma implementação bem sucedida de um sistema MRP II.
- Hardware: o sistema deve ser capaz de funcionar tanto em sistemas de grande porte, como em computadores ligados directamente ao banco de dados e MRP;
- Software: deve facultar facilmente a execução de determinadas tarefas, como é o caso da transferência de dados, actualização e registo das listas de materiais, determinação das paradas para preparação e manutenção de máquinas, e sobretudo, permitir a execução de cenários do tipo what-if, comparando diversos programas de produção com base na eficiência, níveis de stock e serviço ao cliente (Barbastefano,1996).

#### Validade e integridade dos dados
Um sistema MRP II para ser efectivo carece de uma base da dados válida e actualizada. Começar a utilizar o MRP II antes de serem obtidos níveis de validação de dados da ordem de 95%, no mínimo, relativamente às estruturas de produtos, registos de stock e lead-times, corresponde a assumir um grande risco de desconceituar o sistema junto aos seus utilizadores. O esforço de se alcançar altos níveis de validade de dados pode conduzir a um longo e exaustivo processo de mudanças de rotinas e procedimentos, as quais podem passar pela implantação de um regime de inventários cíclicos ou, então, eliminação de hot-list’s
(Barbastefano,1996).

#### Expertise em Tecnologia de Informação
É imprescindível a existência de uma pessoa com as capacidades técnicas suficientes para interferir na selecção do hardware e software mais indicados para a implementação do sistema, podendo, dessa forma, evitar-se dispêndios exagerados na compra destes componentes
(Barbastefano,1996).

#### A importância dos projectos-piloto
A aplicação de projectos-piloto na execução de um sistema MRP II é extraordinariamente importante, na medida em que, dessa forma, pode-se percorrer a curva de aprendizagem do sistema sem que ocorram problemas nefastos, como por exemplo a queda de eficiência ou a perda da confiança por parte dos membros da organização
(Barbastefano,1996).